# كريستيان ميغيل بينتو
كريستيان ميغيل بينتو هو مؤلف إكوادوري، ولد في 31 يناير 1981.